# Mojtyny (powiat olsztyński)
Mojtyny (niem. Moythienen) – wieś w Polsce położona w województwie warmińsko-mazurskim, w powiecie olsztyńskim, w gminie Biskupiec.
Wieś leży na zachodnim brzegu jeziora Stromek.

## Historia
Miejscowość założona w XV wieku. Na jej terenie znajduje się park podworski, zabudowa gospodarcza, czworak oraz budynek dawnej szkoły. 16 lipca 1938 r., w ramach akcji germanizacyjnej ówczesne niemieckie władze zmieniły nazwę wsi na Moithienen. Po 1945 roku we wsi funkcjonowało Państwowe Gospodarstwa Rolne, powstało małe osiedle bloków wielorodzinnych w centrum wsi.
W latach 1975–1998 miejscowość należała administracyjnie do województwa olsztyńskiego. Zmiany podziału administracyjnego Polski umiejscowiły ją w powołanym 1 stycznia 1999 roku województwie warmińsko-mazurskim, w powiecie olsztyńskim.